# Street Survivors
Street Survivors peti je studijski album američkog sastava Lynyrd Skynyrd, ujedno i posljednji album originalne postave. Tri dana nakon izlaska albuma u zrakoplovnoj nesreći živote gube tri člana (Ronnie Van Zant, Steve Gaines i Cassie Gaines). Ostali članovi objavljuju prestanak rada skupine.

## Popis pjesama

### Prva strana
1. "What's Your Name" – 3:30
2. "That Smell" – 5:47
3. "One More Time" – 5:03
4. "I Know a Little" – 3:26

### Druga strana
1. "You Got That Right" – 3:44
2. "I Never Dreamed" – 5:21
3. "Honky Tonk Night Time Man" – 3:59
4. "Ain't No Good Life" – 4:36

### Dodatne pjesme na izdanju 2001.
1. "Georgia Peaches" – 3:15
2. "Sweet Little Missy" – 5:10
3. "You Got That Right (Alternate)" – 3:26
4. "I Never Dreamed (Alternate)" – 4:55
5. "Jacksonville Kid" - 4:03

### Izdanje prigodom 30. obljetnice
1. "What's Your Name (Original)" – 3:33
2. "That Smell (Original)" – 5:29
3. "You Got That Right (Original)" – 3:19
4. "I Never Dreamed (Original)" – 5:22
5. "Georgia Peaches" – 3:14
6. "Sweet Little Missy (Original)" – 5:16
7. "Sweet Little Missy (Demo)" – 5:11
8. "Ain't No Good Life (Original)" – 5:02
9. "That Smell (Original)" – 7:30
10. "Jacksonville Kid" - 4:09
11. "You Got That Right (uživo)" - 4:41
12. "That Smell (uživo)" – 6:05
13. "Ain't No Good Life (uživo)" – 5:01
14. "What's Your Name (uživo)" – 3:28
15. "Gimme Three Steps (uživo)" – 5:09

## Osoblje
Lynyrd Skynyrd
- Ronnie Van Zant - glavni vokali
- Steve Gaines - gitara, prateći vokali
- Allen Collins – gitara
- Gary Rossington – gitara
- Billy Powell – klavijature
- Leon Wilkeson – bas-gitara, prateći vokali
- Artimus Pyle – bubnjevi

Dodatni glazbenici
The Honkettes - prateći vokali
- JoJo Billingsley
- Cassie Gaines
- Leslie Hawkins